# Bodo Küttler
Bodo Küttler (* 1906 in Saargemünd; † nicht ermittelt) war ein deutscher Bauingenieur, Architekt und Denkmalpfleger.

## Leben und Wirken
Nach dem Schulabschluss studierte er und erlangte den Abschluss als Diplom-Ingenieur. Er wurde 1937  Regierungsassessor bei der Preußischen Bau- und Finanzdirektion in Berlin und später Regierungsbaurat und Regierungsbaumeister. Nach dem Zweiten Weltkrieg war Küttler als Denkmalpfleger beim Chefarchitekten des Magistrats von Groß-Berlin sowie als Architekt der Deutschen Bauakademie in Berlin tätig. 1953 erfolgte seine Ernennung zum Leiter des Fachreferats für Denkmalpflege beim Magistrat von Groß-Berlin mit dem Auftrag, für Berlin eine „entsprechende Denkmalpflege zu entwickeln und aufzubauen“. Als solcher war er nicht nur für Westberlin tätig, sondern unterbreitete zum Beispiel 1954 Vorschläge für eine Rekonstruktion des Grauen Klosters in Ostberlin. Küttler wurde 1957 von Waltraud Volk (1924–1996) abgelöst. Küttler war danach als Baurat bzw. Oberbaurat tätig. In dieser Zeit verdankt ihm der Tierpark Berlin die 1963 erfolgte Wiederaufstellung der vier Löwenfiguren des demontierten früheren Kaiser-Wilhelm-Nationaldenkmals in Form von zwei Löwengruppen. Neben zahlreichen denkmalpflegerischen Arbeiten in Berlin forschte und publizierte er auch über einige andere Denkmale wie den Magdeburger Dom. Er lebte zuletzt in Westberlin.

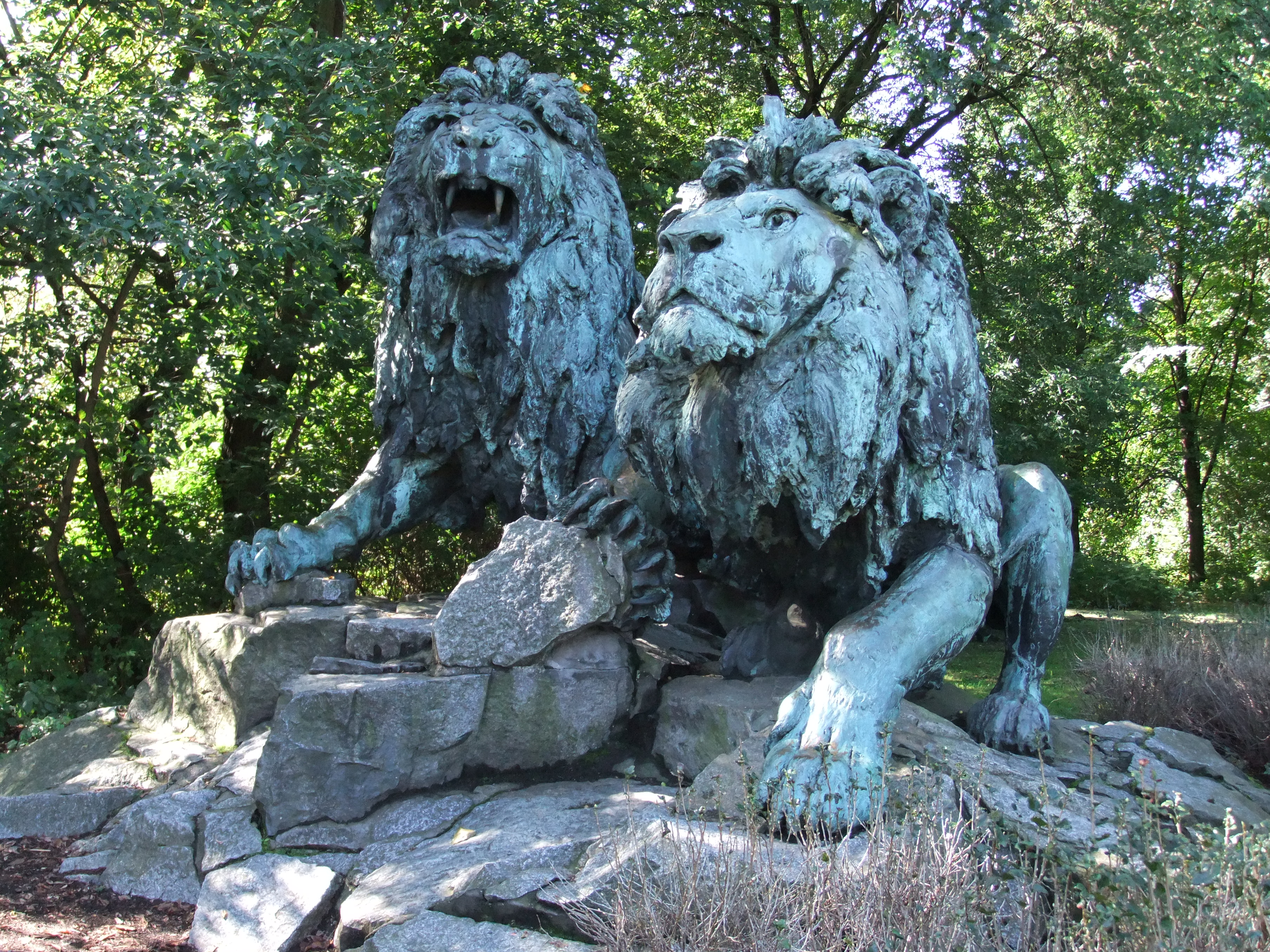
Die zwei Löwengruppen im Tierpark Berlin wurde auf Initiative von Bodo Küttler dort aufgestellt.

## Schriften (Auswahl)
- Der Dom zu Magdeburg. In: Von Domen, Mühlen und Goldenen Reitern (zusammengestellt von Reimar Gilsenbach und Ursula Zielinski). Sachsenverlag, Dresden 1955, S. 74–81.
- Die Wiederherstellung des ehemaligen Zeughauses in Berlin. In: Von Domen, Mühlen und goldenen Reitern (zusammengestellt von Reimar Gilsenbach und Ursula Zielinski). Sachsenverlag, Dresden 1955, S. 89–96
- Das Berliner Rathaus und seine Vorgänger. In: Berliner Heimat. Zeitschrift für die Geschichte Berlins, 1956, S. 1 ff.
- Das Ephraim-Palais. In: Berliner Heimat. Zeitschrift für die Geschichte Berlins, 1956, Heft 2.
- Das Schauspielhaus von C. F. Schinkel. In: Berliner Heimat. Zeitschrift für die Geschichte Berlins, 1957, S. 21–27.